# 4897 Tomhamilton
4897 Tomhamilton è un asteroide della fascia principale. Scoperto nel 1987, presenta un'orbita caratterizzata da un semiasse maggiore pari a 3,0527658 UA e da un'eccentricità di 0,1259094, inclinata di 11,06787° rispetto all'eclittica.
L'asteroide è dedicato allo statunitense Thomas William Hamilton, progettista nelle missioni Apollo.